# Зграда Прве хрватске штедионице
Зграда Прве хрватске штедионице (Торонталске банке) подигнута на месту старије грађевине 1903. године, у главној улици Зрењанина, улици краља Александра I Карађорђевића, у оквиру Старог градског језгра, као Просторно културно-историјске целине од великог значаја.
Зграда је саграђена као једноспратна грађевина у стилу касног историцизма са елементима надолазеће сецесије. Аутори пројекта су будимпештанске архитекте Филип Kарољи и Лајош Босрукер који су овај посао добили након расписаног конкурса. Године 1926. Торонталску банку купује Прва хрватска штедионица и постаје власник зграде, што је записано на мермерној плочи испод атике.
Од оригиналног распореда унутрашњег простора није сачувано ништа. Предворја, репрезентативни холови и шалтер сала су због адаптације и пренамене зграде, преобликовани и уклоњени много година пре пожара. Шалтер-сала је била највиша, по габаритима највећа просторија банке, а налазила се у централном делу приземља.

## Kонзерваторско – рестаураторски радови
Покрајински завод за заштиту споменика културе из Новог Сада је 1982. године, према пројекту архитекте Светлане Бакић, обновио фасаду. Том приликом су замењени алуминијумски излози дрвеним порталима. Зграда је потом тешко настрадала у пожару који је избио августа 2003. године када је изгорео кров, међуспратна конструкција и столарија на спрату. Реконструкција је изведена наредне 2004. године под руководством Покрајинског завода.